# Sam Acho
(en) Statistiques sur pro-football-reference
Samuel Onyedikachi Acho, né le 6 septembre 1988 à Dallas, au Texas est un ancien joueur professionnel américain de football américain, qui a plus récemment au poste d'outside linebacker pour les Buccaneers de Tampa Bay de la National Football League (NFL). Au niveau universitaire, il a joué pour les Longhorns de l'université du Texas et est sélectionné par les Cardinals de l'Arizona au quatrième tour de la draft 2011 de la NFL. Il a également joué pour les Bears de Chicago.

## Jeunesse
Acho naît à Dallas, au Texas. Il est diplômé de l'école St. Mark's, où il figure au tableau d'honneur académique pendant chacune de ses quatre années de lycée. Il est nommé dans l'équipe All-Conference et co-capitaine de l'équipe pendant ses années junior et de senior. Il est également champion des écoles privées d'État au lancer du poids et du disque. En 2020, Sam Acho détient toujours le record de l'école au lancer du poids de douze livres avec 17,61 mètres, tandis que son frère Emanuel est 2e de tous les temps avec 17,48 mètres. Au lancer du disque de 1,6 livre, Acho est 3e de tous les temps à St. Mark's avec 49,4 mètres tandis que son frère Emanuel est premier avec 54 mètres. Au cours de sa dernière année dans l'équipe de basket-ball, Acho marque en moyenne 12 points et 15 rebonds par match.

## Carrière universitaire
Lors de son année freshman à l'université du Texas, Acho joue six matchs, enregistrant six tackles et un sack. En 2008, alors qu'il est dans son année sophomore, il effectue 14 plaquages et trois sacks. En 2009, en tant que junior, Acho participe aux 14 matchs des Longhorns et reçoit la mention honorable All-Big 12 de l'Associated Press après avoir réalisé 59 tackles et neuf sacks.
Après sa saison senior en 2010, Acho est élu MVP de l'équipe. Il remporte également remporté le trophée William V. Campbell, décerné chaque année au meilleur joueur de football américain universitaire, ainsi que le trophée Wuerffel, la plus haute distinction du football universitaire pour les services exceptionnels à la communauté,, et il est finaliste pour le trophée Lott. Au cours de sa dernière année, Sporting News nomme Acho l'un des vingt athlètes les plus intelligents du sport, une liste qui comprend deux autres joueurs universitaires et 17 professionnels des quatre grands sports américains.

### Statistiques NCAA
| Année  | Équipe             | Statut | MJ |       | Plaquages | Plaquages | Plaquages | Plaquages |       | Interceptions | Interceptions | Interceptions | Interceptions |  | Fumbles | Fumbles |
| Année  | Équipe             | Statut | MJ | Total | Seul      | Ast.      | Sacks     | Nb.       | Yards | Déf.          | TD            | Nb.           | Rec.          |  |         |         |
| 2007   | Longhorns du Texas | Fr     | 10 | 6     | 3         | 3         | 1,0       | 0         | 0     | 2             | 0             | 0             | 0             |  |         |         |
| 2008   | Longhorns du Texas | SO     | 13 | 14    | 9         | 5         | 3,0       | 0         | 0     | 2             | 0             | 1             | 0             |  |         |         |
| 2009   | Longhorns du Texas | JR     | 14 | 59    | 42        | 17        | 9,0       | 0         | 0     | 3             | 0             | 2             | 0             |  |         |         |
| 2010   | Longhorns du Texas | SR     | 12 | 58    | 39        | 19        | 8,0       | 0         | 0     | 1             | 0             | 5             | 0             |  |         |         |
| Totaux | Totaux             | Totaux | 49 | 137   | 93        | 44        | 21,0      | 0         | 0     | 8             | 0             | 8             | 0             |  |         |         |

## Carrière professionnelle
Acho participe au NFL Scouting Combine à Indianapolis et effectue tous les exercices de combinatoire et de positionnement. Le 29 mars 2011, il a participé à la journée professionnelle du Texas. À l'issue du processus d'avant-draft, Acho doit être un choix de deuxième ou troisième tour pour la majorité des experts en draft et des scouts de la NFL. Il est classé septième meilleur outisde linebacker de la draft par DraftScout.com.
| Taille | Poids  | Bras   | Main   | Sprint   | Sprint   | Sprint   | Shuttle 20 yards | 3 cones drill | Détente   | Détente     | Développé couché | Test Wonderlic |
| Taille | Poids  | Bras   | Main   | 40 yards | 10 yards | 20 yards | Shuttle 20 yards | 3 cones drill | verticale | horizontale | Développé couché | Test Wonderlic |
| 1,88 m | 119 kg | 0,85 m | 0,25 m | 4,67 s   | 1,66 s   | 2,70 s   | 4,32 s           | 6,69 s        | 0,85 m    | 2,84 m      | 23 reps          | -              |

### Cardinals de l'Arizona
Les Cardinals de l'Arizona sélectionnent Acho au quatrième tour (103e au total) de la draft 2011 de la NFL. Acho est le 11e defensive end choisi en 2011.

#### 2011
Le 29 juillet 2011, les Cardinals signent avec Acho un contrat de quatre ans, d'une valeur de 2,51 millions de dollars, qui comprend une prime à la signature de 474 428 dollars,.
Tout au long du camp d'entraînement, Acho est à la lutte pour être pour le poste de outisde linebacker titulaire avec Clark Haggans (en) et O'Brien Schofield. L'entraîneur en chef Ken Whisenhunt (en) nomme Acho comme réserviste pour commencer la saison régulière, derrière Joey Porter, Clark Haggans et O'Brien Schofield.
Il fait ses débuts professionnels en saison régulière lors de l'ouverture de la saison contre les Panthers de la Caroline et fait son premier plaquage en saison régulière lors de leur victoire 28-21. Le 23 octobre, Acho enregistre deux tackles en solo et effectue son premier sack en carrière lors d'une défaite 32-20 contre les Steelers de Pittsburgh en semaine 7. Acho plaque le quarterback des Steelers, Ben Roethlisberger, lui faisant perdre cinq yards au quatrième quart-temps. La semaine suivante, Acho reçoit sa première titularisation en carrière et enregistre cinq tackles combinés, un sack, et force le premier fumble de sa carrière lors d'une défaite 30-27 contre les Ravens de Baltimore. Acho force le fumble en tacklant le quarterback Joe Flacco au troisième quart-temps. Acho est resté le linebacker extérieur titulaire pendant les dix derniers matchs de la saison après que Joey Porter est placé en réserve en raison d'une blessure au genou. Au cours de la dixième semaine, il réalise son meilleur score de tacles de la saison en solo (six) lors d'une victoire 21-17 sur les Eagles de Philadelphie. Il termine sa saison de rookie en 2011 avec 42 tackles combinés (36 en solo), sept sacks, deux déviations de passe et quatre fumbles forcées en seize matchs dont dix comme titulaire. Les sept sacks d'Acho le classe deuxième au nombre de sacks réalisés par un rookie des Cardinals, derrière ceux de Simeon Rice (12,5 en 1996).

#### 2012
Pendant le camp d'entraînement, Acho doit encore lutter pour conserver son rôle de linebacker titulaire contre O'Brien Schofield et Clark Haggans. L'entraîneur-chef Ken Whisenhunt le désigne, avec O'Brien Schofield comme les premiers défenseurs extérieurs de la saison régulière, ainsi que les défenseurs intérieurs Daryl Washington et Paris Lenon (en).

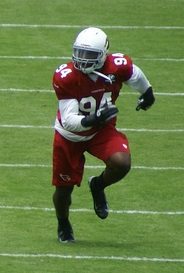
Acho during the 2012 NFL season.

Le 21 octobre 2012, Acho enregistre quatre tacles combinés, dévie une passe et effectue sa première interception en carrière lors d'une défaite 21-14 chez les Vikings du Minnesota. Il fait son interception sur une passe du quarterback des Vikings, Christian Ponder, qui était à l'origine destinée au running back Adrian Peterson, dans le deuxième quart-temps. Au cours de la 14e semaine, il réalise le meilleur score en tackles combinés de la saison, avec sept plaquages, lors de la défaite 58-0 des Cardinals face aux Seahawks de Seattle. Il est titulaire lors des seize matchs en 2012 et enregistre le meilleur total de sa carrière avec 48 tackles combinés (35 en solo), quatre sacks, trois déviations de passes et deux interceptions.

#### 2013
Le 31 décembre 2012, les Cardinals licencient l'entraîneur principal Ken Whisenhunt après avoir terminé avec un bilan de cinq victoires pour onze défaites. Le coordinateur de la défense, Todd Bowles, organise une compétition pour les postes de outside linebacker entre Acho, O'Brien Schofield, Lorenzo Alexander et Alex Okafor (en). L'entraîneur en chef Bruce Arians nomme Acho et Lorenzo Alexander comme titulaires pour la saison régulière, ainsi que les inside linebackers Karlos Dansby et Jasper Brinkley (en).
Acho commence la saison des Cardinals contre les Rams de Saint-Louis et réalise deux plaquages en solo et force un fumble lors de la défaite de 27 à 25. En semaine 3, contre les Saints de La Nouvelle-Orléans Acho effectue deux tackles en solo et un sack avant de sortir du terrain dans le troisième quart-temps en raison d'une blessure à la cheville,. Le 23 septembre, Acho est placé en réserve après qu'on lui a diagnostiqué une fracture du péroné gauche et qu'il doit manquer le reste de la saison,. Il termine la saison avec cinq plaquages en solo, un sack et un fumble forcée en trois matchs.

#### 2014
Acho entre dans le camp d'entraînement prévu pour être titulaire à son poste et voit la concurrence de Lorenzo Alexander, John Abraham et Matt Shaughnessy (en). L'entraîneur-chef Bruce Arians nomme Acho comme réserviste pour commencer la saison régulière, derrière John Abraham et Matt Shaughnessy.
Le 14 septembre, Acho enregistre un tackle en solo, dévie une passe et en intercepte une du quarterback des Giants de New York, Eli Manning, lors d'une victoire 25-14 en semaine 2. En semaine 12, il réalise quatre plaquages, lors de la défaite 10-3 des Cardinals face aux Seahawks de Seattle. La semaine suivante, il égale son record de la saison avec quatre plaquages combinés lors d'une défaite de 29-18 contre les Falcons d'Atlanta. Il termine la saison 2014 avec 31 tacles combinés (23 en solo), trois déviations de passe, une interception et un sack en seize matchs dont quatre comme titulaire.
Les Cardinals ont terminent à la deuxième place de la NFC West avec un bilan de 11-5 et obtiennent une place de wildcard. Le 3 janvier 2015, Acho débute dans le jeu de wildcard de la NFC et enregistre sept tackles combinés et force un fumble lors d'une défaite de 27 à 16 contre les Panthers de la Caroline.

### Bears de Chicago

#### 2015
Le 1er avril 2015, les Bears de Chicago signent avec Acho un contrat d'un an d'une valeur de 827 832 dollars,. Pendant le camp d'entraînement, Acho participe à la compétition pour le poste de linebacker titulaire contre Jared Allen, Lamarr Houston (en), David Bass (en) et Willie Young. Acho est mis à l'écart durant trois semaines pendant la pré-saison après avoir souffert de mononucléose. Le 12 septembre, les Bears mettent fin au contrat d'Acho après qu'il est déclaré inactif en raison de sa maladie. Le 14 septembre, ils le résignent pour un an, d'une valeur de 114 411 dollars.
Au cours de la cinquième semaine, Acho réalise le meilleur score de la saison en réalisant six plaquages en solo lors d'une défaite 18-17 contre les Chiefs de Kansas City. Acho partage les titularisations avec Willie Young et termine sa première saison avec les Bears avec 39 tackles combinés (30 en solo), une déviation de passe, un fumble forcé et un récupéré en quinze matchs dont sept comme titulaire.

#### 2016
Le 28 mars 2016, Acho signe un contrat d'un an d'une valeur de 840 000 dollars dollars avec une prime à la signature de 80 000 dollars,. Pendant le camp d'entraînement, Acho est à la lutte pour le poste de titulaire avec Pernell McPhee (en), Lamarr Houston, Willie Young et le rookie Leonard Floyd. L'entraîneur-chef John Fox nomme Acho comme défenseur extérieur de réserve pour commencer la saison régulière, derrière Willie Young et Leonard Floyd.
Le 18 septembre, Acho enregistre trois tackles combinés et un sack du quarterback Carson Wentz lors d'une défaite de 29-14 contre les Eagles de Philadelphie en semaine 2,. Ce sack est le premier depuis 2014. La semaine suivante, il réalise son meilleur score de la saison en combinant quatre plaquages lors de la défaite 31-17 des Bears face aux Cowboys de Dallas. Il termine la saison 2016 avec 27 plaquages combinés (18 en solo), une déviation de passe, un sack et un fumble forcé en 16 matchs dont six comme titulaire.

#### 2017
Le 15 avril, les Bears resignent avec Acho un contrat d'un an, d'une valeur de 855 000 dollars, avec 130 000 dollars garantis et une prime à la signature de 80 000 dollars,.
Pendant le camp d'entraînement, la lutte pour la place de linebacker extérieur titulaire comprend cette fois Pernell McPhee, Willie Young, Leonard Floyd, Dan Skuta (en) et Lamarr Houston.
Acho devient titulaire pour les neuf derniers matchs de la saison régulière après que Willie Young et Leonard Floyd ont tous deux été blessés et sont placés en réserve. Le 10 décembre, Acho réalise son meilleur match de la saison, avec cinq tackles combinés, lors d'une défaite 33-7 aux Bengals de Cincinnati. Il termine la saison 2017 avec 45 tackles combinés (29 en solo), trois sacks, une déviation de passe et un fumble forcé en 16 matchs dont 12 titularisations.

#### 2018
Le 1er janvier, les Bears licencient l'entraîneur principal John Fox après avoir terminé la saison 2017 avec un bilan de 5-11. Le nouvel entraîneur, Matt Nagy, choisit de garder Vic Fangio (en) comme coordinateur défensif des Bears. Le 14 mars, les Bears signent avec Acho un contrat de deux ans, d'une valeur de 5,50 millions de dollars, avec 2,95 millions de dollars garantis et un bonus à la signature de 500 000 dollars,. Le 8 octobre, Acho est placé en réserve pour le reste de la saison après avoir subi une déchirure du muscle pectoral,.
Le 5 mars 2019, les Bears libèrent Acho.

### Bills de Buffalo
Le 11 août 2019, Acho est signé par les Bills de Buffalo. Il est libéré le 31 août 2019.

### Buccaneers de Tampa Bay

#### 2019
Le 6 novembre 2019, Acho signe un contrat d'un an avec les Buccaneers de Tampa Bay, le réunissant avec son ancien entraîneur Bruce Arians. Il joue huit matchs pour les Buccaneers, aucun comme titualire, effectuant trois tackles combinés, un sack et un fumble forcé.

### Activité hors-terrain
- Représentant de la National Football League Players Association (NFLPA) pour les Bears de Chicago (2018)[84].
- Vice-président du comité exécutif de la NFL Player's Association (2018)[85],[86].
- discussion sur la protestation lors de l'hymne national en NFL[87],[88].

### Statistiques NFL
| Année                      | Équipe                     | MJ                         |       | Plaquages | Plaquages | Plaquages | Plaquages |       | Interceptions | Interceptions | Interceptions | Interceptions |  | Fumbles | Fumbles |
| Année                      | Équipe                     | MJ                         | Total | Seul      | Ast.      | Sacks     | Nb.       | Yards | Déf.          | TD            | Nb.           | Rec.          |  |         |         |
| 2011                       | Cardinals de l'Arizona     | 16                         | 42    | 36        | 6         | 7,0       | 0         | 0     | 2             | 0             | 3             | 1             |  |         |         |
| 2012                       | Cardinals de l'Arizona     | 16                         | 48    | 35        | 13        | 4,0       | 2         | 2     | 3             | 0             | 2             | 0             |  |         |         |
| 2014                       | Cardinals de l'Arizona     | 3                          | 5     | 4         | 1         | 1,0       | 0         | 0     | 0             | 0             | 1             | 1             |  |         |         |
| 2014                       | Cardinals de l'Arizona     | 16                         | 31    | 23        | 8         | 1,0       | 1         | 3     | 3             | 0             | 1             | 0             |  |         |         |
| 2015                       | Bears de Chicago           | 15                         | 39    | 30        | 9         | 0,0       | 0         | 0     | 1             | 0             | 1             | 1             |  |         |         |
| 2016                       | Bears de Chicago           | 16                         | 27    | 18        | 9         | 1,0       | 0         | 0     | 1             | 0             | 1             | 0             |  |         |         |
| 2017                       | Bears de Chicago           | 16                         | 45    | 29        | 16        | 3,0       | 0         | 0     | 1             | 0             | 1             | 0             |  |         |         |
| 2018                       | Bears de Chicago           | 4                          | 1     | 1         | 0         | 0,0       | 0         | 0     | 0             | 0             | 0             | 0             |  |         |         |
| 2019                       | Buccaneers de Tampa Bay    | 8                          | 3     | 2         | 1         | 1,0       | 0         | 0     | 0             | 0             | 1             | 0             |  |         |         |
| Totaux chez les Cardinals  | Totaux chez les Cardinals  | Totaux chez les Cardinals  | 126   | 98        | 28        | 13,0      | 3         | 5     | 8             | 0             | 7             | 2             |  |         |         |
| Totaux chez les Bears      | Totaux chez les Bears      | Totaux chez les Bears      | 112   | 78        | 34        | 4,0       | 0         | 0     | 3             | 0             | 3             | 1             |  |         |         |
| Totaux chez les Buccaneers | Totaux chez les Buccaneers | Totaux chez les Buccaneers | 3     | 2         | 1         | 1,0       | 0         | 0     | 0             | 0             | 1             | 0             |  |         |         |
| Totaux en NFL              | Totaux en NFL              | Totaux en NFL              | 241   | 178       | 63        | 18,0      | 3         | 5     | 11            | 0             | 11            | 3             |  |         |         |

| Année         | Équipe                 | MJ            |       | Plaquages | Plaquages | Plaquages | Plaquages |       | Interceptions | Interceptions | Interceptions | Interceptions |  | Fumbles | Fumbles |
| Année         | Équipe                 | MJ            | Total | Seul      | Ast.      | Sacks     | Nb.       | Yards | Déf.          | TD            | Nb.           | Rec.          |  |         |         |
| 2014          | Cardinals de l'Arizona | 1             | 7     | 2         | 5         | 1,0       | 0         | 0     | 0             | 0             | 1             | 0             |  |         |         |
| Totaux en NFL | Totaux en NFL          | Totaux en NFL | 7     | 2         | 5         | 1,0       | 0         | 0     | 0             | 0             | 1             | 0             |  |         |         |

## Vie privée
Le frère d'Acho, Emmanuel Acho (en), joue également au football américain pour les Longhorns du Texas, où il est sélectionné dans l'équipe All Big 12 en 2011. Emmanuel est sélectionné par les Browns de Cleveland au sixième tour de la draft 2012 de la NFL et joue quatre saisons avec les Browns, les Eagles de Philadelphie et les Giants de New York. Emmanuel est devenu analyste pour ESPN en 2017.
En 2015, Acho obtient une maîtrise en administration des affaires (MBA) de la Thunderbird School of Global Management à Glendale, en Arizona. En 2016, Sam et Emmanuel Acho se sont rendus au Nigeria pour participer à la mission médicale Opération Hope de Living Hope Christian Ministries.
Dans un article d'AOL de 2016, « Six joueurs de la NFL avec un QI de génie », Acho est noté comme parlant couramment 3 langues : l'anglais, l'espagnol et l'igbo.
Depuis 2017, il fait partie du comité exécutif de la National Football League Players Association en compagnie de joueurs comme Adam Vinatieri, Benjamin Watson, Lorenzo Alexander, Mark Herzlich, Richard Sherman, Michael Thomas, Thomas Morstead, Russell Okung et Zak DeOssie.